# Dean Bombač
Dean Bombač (* 4. April 1989 in Koper, SR Slowenien, SFR Jugoslawien) ist ein slowenischer Handballspieler, der zumeist auf Rückraum Mitte eingesetzt wird.
Der 1,88 m große und 92 kg schwere Rechtshänder begann mit dem Handballspiel in seiner Heimatstadt beim RK Koper, bei dem er ab 2007 in der Profimannschaft stand. 2009 gewann er die slowenische Meisterschaft sowie 2008, 2009 und 2011 den Pokal. International erreichte er mit Koper das Halbfinale im EHF-Pokal 2007/08, die Gruppenphase der EHF Champions League 2008/09, die 4. Runde im EHF-Europapokal der Pokalsieger 2009/10, das Viertelfinale in der EHF Champions League 2011/12 und die Gruppenphase im EHF Europa Pokal 2012/13. Sein größter Erfolg war der Gewinn des EHF Challenge Cup 2010/11.
Im Sommer 2013 schloss er sich dem belarussischen Meister HC Dinamo Minsk an, mit dem er in der Gruppenphase der EHF Champions League 2013/14 ausschied. Nachdem sich Minsk im Februar 2014 aufgrund finanzieller Schwierigkeiten aus allen Wettbewerben zurückgezogen hatte, wechselte Bombač bis zum Saisonende zum französischen Klub Pays d’Aix UC. Zur Saison 2014/15 unterschrieb er einen Zwei-Jahres-Vertrag beim ungarischen Verein Pick Szeged. Im Sommer 2016 wechselte er zum polnischen Erstligisten KS Kielce. Mit Kielce gewann er 2017 und 2018 die polnische Meisterschaft sowie 2017 und 2018 den polnischen Pokal. Im Sommer 2018 kehrte er zu Pick Szeged zurück. Mit Szeged gewann er 2019 den ungarischen Pokal sowie 2021 und 2022 die ungarische Meisterschaft. Im Sommer 2024 wechselte er zum ungarischen Erstliga-Aufsteiger Győri ETO UNI FKC.
Für die Slowenische Nationalmannschaft bestritt Dean Bombač bisher 139 Länderspiele, in denen er 299 Tore erzielte. Er stand im vorläufigen Kader für die Handball-Europameisterschaft 2012, wurde aber nicht in das endgültige Aufgebot berufen. Er gehörte bei den Olympischen Spielen 2016 dem slowenischen Kader an. Bei der U-21-Weltmeisterschaft 2009 warf er 44 Tore in zehn Spielen und gewann die Bronzemedaille.